# Cyclea barbata
Cyclea barbata có tên là dây lá mối, sương sâm lông, sương sâm rừng, là một loài thực vật có hoa trong họ Biển bức cát. Loài này được Miers mô tả khoa học đầu tiên năm 1866.